# Riopaila
Riopaila Castilla es una empresa agroindustrial colombiana dedicada a la producción y comercialización de azúcar, etanol y otros productos derivados de la caña de azúcar.
Tiene operaciones en los departamentos de Valle del Cauca, Cauca, Vichada y el eje cafetero. En 2023 produjo más de 8 millones de quintales de Azúcar y 17 millones de litros de etanol.

## Historia
En 1918, inicia como trapiche panelero, en el municipio de Zarzal. En 1928 se inaugura el Ingenio Riopaila S.A.
En 1940, inicia como trapiche panelero en el municipio de Pradera. La Central Castilla S.A. y en 1945 se transforma en ingenio.
En 1954, inicia a operar la planta de refinación del Ingenio Riopaila.
En 1998 Se fusionan ambos ingenios para crear al sociedad Riopaila-Castilla.
En 2010, inicia una proceso de expansión productiva lo que lleva a la creación de cultivos de palma y Soya en Puerto López (Meta), Santa Rosalía (Vichada) y La Primavera (Vichada).
En 2015, entra en operación la Planta de destilería de etanol.
En 2020, en medio de la Pandemia de COVID-19 en Colombia la empresa empezó un proceso de Reconversión industrial para empezar a producir Alcohol isopropílico.

## Polémicas
En 2013, Riopaila Castilla fue denunciada penalmente alegando que adquirió ilegalmente varios terrenos baldíos en el Vichada.
En 2020, Riopaila Castilla se vio envuelta en una polémica, Cuando el congresista Fabián Díaz denuncio que la empresa esta intentando patentar la Panela. Declaraciones que fueron desmentidas por la empresa.